# Lista monumentelor istorice din județul Iași - O

Simbol pentru monumentele istorice

Lista monumentelor istorice din județul Iași - O cuprinde monumentele istorice înscrise în Patrimoniul cultural național al României și aflate în localități ce încep cu litera O din județul Iași. 
Lista completă este menținută și actualizată periodic de către Ministerul Culturii, Cultelor și Patrimoniului Național din România, prin intermediul Institutului Național al Patrimoniului, ultima versiune datând din 2015. Această listă cuprinde și actualizările ulterioare, realizate prin ordin al ministrului culturii.
Puteți căuta un monument din județul Iași folosind formularul de mai jos sau puteți naviga prin toate monumentele din județ la lista monumentelor istorice din județul Iași.
| Cod LMI                              | Denumire                                                           | Localitate                   | Localizare                                                                                                 | Datare, Creatori                        | Imagine               | Erori             |
| ------------------------------------ | ------------------------------------------------------------------ | ---------------------------- | --- | --------------------------------------- | --------------------- | ----------------- |
| IS-I-s-B-03624 (RAN: 96389.01)       | Situl arheologic de la Osoi, punct „Terasa Prutului”               | sat Osoi; comuna Comarna     | „Terasa Prutului”, la cca. 1 km SE de sat                                                                  |                                         | Încarcă foto \| video | Raportează eroare |
| IS-I-m-B-03624.01 (RAN: 96389.01.03) | Așezare                                                            | sat Osoi; comuna Comarna     | „Terasa Prutului”, la cca. 1 km SE de sat                                                                  | sec. VIII - IX, Epoca medieval timpurie | Încarcă foto \| video | Raportează eroare |
| IS-I-m-B-03624.02 (RAN: 96389.01.02) | Așezare                                                            | sat Osoi; comuna Comarna     | „Terasa Prutului”, la cca. 1 km SE de sat                                                                  | sec. IV p.Chr, Epoca daco-romană        | Încarcă foto \| video | Raportează eroare |
| IS-I-m-B-03624.03 (RAN: 96389.01.01) | Așezare                                                            | sat Osoi; comuna Comarna     | „Terasa Prutului”, la cca. 1 km SE de sat                                                                  | Hallstatt târziu                        | Încarcă foto \| video | Raportează eroare |
| IS-I-s-B-03625 (RAN: 96389.02)       | Situl arheologic de la Osoi, punct „Șesul lui Osoi”                | sat Osoi; comuna Sinești     | „Șesul de la Osoi”, la cca. 400 m NV de școală                                                             |                                         | Încarcă foto \| video | Raportează eroare |
| IS-I-m-B-03625.01 (RAN: 96389.02.02) | Așezare                                                            | sat Osoi; comuna Sinești     | „Șesul de la Osoi”, la cca. 400 m NV de școală                                                             | sec. XV - XVIII, Epoca medievală        | Încarcă foto \| video | Raportează eroare |
| IS-I-m-B-03625.02 (RAN: 96389.02.01) | Așezare                                                            | sat Osoi; comuna Sinești     | „Șesul de la Osoi”, la cca. 400 m NV de școală                                                             | Latène, cultura geto-dacică             | Încarcă foto \| video | Raportează eroare |
| IS-I-s-B-03626 (RAN: 98319.01)       | Situl arheologic de la Oțeleni, punct „Beizadeaua II”              | sat Oțeleni; comuna Oțeleni  | „Beizadeaua II”, la cca. 2,5 km S de sat, pe dreapta pârâului Maxinești                                    |                                         | Încarcă foto \| video | Raportează eroare |
| IS-I-m-B-03626.01 (RAN: 98319.01.05) | Așezare                                                            | sat Oțeleni; comuna Oțeleni  | „Beizadeaua II”, la cca. 2,5 km S de sat, pe dreapta pârâului Maxinești                                    | sec. XVII, Epoca medievală              | Încarcă foto \| video | Raportează eroare |
| IS-I-m-B-03626.02 (RAN: 98319.01.04) | Așezare                                                            | sat Oțeleni; comuna Oțeleni  | „Beizadeaua II”, la cca. 2,5 km S de sat, pe dreapta pârâului Maxinești                                    | sec. XIV – XV, Epoca medievală          | Încarcă foto \| video | Raportează eroare |
| IS-I-m-B-03626.03 (RAN: 98319.01.03) | Așezare                                                            | sat Oțeleni; comuna Oțeleni  | „Beizadeaua II”, la cca. 2,5 km S de sat, pe dreapta pârâului Maxinești                                    | sec. VII – VIII, Epoca migrațiilor      | Încarcă foto \| video | Raportează eroare |
| IS-I-m-B-03626.04 (RAN: 98319.01.02) | Așezare                                                            | sat Oțeleni; comuna Oțeleni  | „Beizadeaua II”, la cca. 2,5 km S de sat, pe dreapta pârâului Maxinești                                    | sec. IV p.Chr, Epoca daco-romană        | Încarcă foto \| video | Raportează eroare |
| IS-I-m-B-03626.05 (RAN: 98319.01.01) | Așezare                                                            | sat Oțeleni; comuna Oțeleni  | „Beizadeaua II”, la cca. 2,5 km S de sat, pe dreapta pârâului Maxinești                                    | Epoca bronzului târziu, cultura Noua    | Încarcă foto \| video | Raportează eroare |
| IS-I-s-B-03627 (RAN: 98319.02)       | Situl arheologic de la Oțeleni, punct „Movila lui Ștefan cel Mare” | sat Oțeleni; comuna Oțeleni  | „Movila lui Ștefan cel Mare”, la 2,5 km SE de sat                                                          |                                         | Încarcă foto \| video | Raportează eroare |
| IS-I-m-B-03627.01 (RAN: 98319.02.01) | Cetate                                                             | sat Oțeleni; comuna Oțeleni  | „Movila lui Ștefan cel Mare”, la 2,5 km SE de sat                                                          | Latène                                  | Încarcă foto \| video | Raportează eroare |
| IS-I-m-B-03627.02 (RAN: 98319.02.02) | Așezare                                                            | sat Oțeleni; comuna Oțeleni  | „Movila lui Ștefan cel Mare”, la 2,5 km SE de sat                                                          | Latène                                  | Încarcă foto \| video | Raportează eroare |
| IS-I-s-B-03628 (RAN: 98319.03)       | Situl arheologic de la Oțeleni, punct „Poiana”                     | sat Oțeleni; comuna Oțeleni  | „Poiana”, în marginea nordică a satului, pe partea dreapta a pârâului, pe pantele de SE și SV ale dealului |                                         | Încarcă foto \| video | Raportează eroare |
| IS-I-m-B-03628.01 (RAN: 98319.03.02) | Așezare                                                            | sat Oțeleni; comuna Oțeleni  | „Poiana”, în marginea nordică a satului, pe partea dreapta a pârâului, pe pantele de SE și SV ale dealului | sec. IV p.Chr, Epoca migrațiilor        | Încarcă foto \| video | Raportează eroare |
| IS-I-m-B-03628.02 (RAN: 98319.03.01) | Așezare                                                            | sat Oțeleni; comuna Oțeleni  | „Poiana”, în marginea nordică a satului, pe partea dreapta a pârâului, pe pantele de SE și SV ale dealului | sec. II - III p. Chr., Epoca romană     | Încarcă foto \| video | Raportează eroare |
| IS-II-m-B-04208                      | Biserica de lemn „Sf. Dumitru”                                     | sat Obrijeni; comuna Popești | | 1835                                    | Alte imagini          | Raportează eroare |
| IS-II-m-B-04209 (RAN: 98364.01)      | Biserica „Sf. Spiridon”                                            | sat Onești; comuna Plugari   | | 1805                                    |                       | Raportează eroare |
| IS-II-m-B-04210 (RAN: 98364.02)      | Casele logofătului Costache Ghica (ruine)                          | sat Onești; comuna Plugari   | 47.48196°N 27.10999°E                                                                                      | înc. sec. XIX                           | Încarcă foto \| video | Raportează eroare |